# فريدريك إيبسن
فريدريك إيبسن (بالدنماركية: Frederik Ibsen) هو لاعب كرة قدم دنماركي في مركز حراسة المرمى، ولد في 28 مارس 1997 في الدنمارك في مملكة الدنمارك. لعب مع نادي كوبنهاغن.

## وصلات خارجية
- فريدريك إيبسن على موقع قاعدة بيانات كرة القدم.إي يو (الإنجليزية)
- فريدريك إيبسن على موقع Soccerway.com (الإنجليزية)
- فريدريك إيبسن على موقع عالم كرة القدم.نت (الإنجليزية)